# الن پردریر
الن پردریر (انگلیسی: Hélène Perdrière; ۱۷ آوریل ۱۹۱۲ – ۲۷ اوت ۱۹۹۲) در اسنیر-سور-سن، درگذشته ۲۷ اوت ۱۹۹۲ در بولون-بیلانکورت) بازیگر تئاتر و سینمای اهل کشور فرانسه بود.
از فیلم‌ها یا برنامه‌های تلویزیونی که وی در آنها نقش داشته‌است می‌توان به شبح آزادی اشاره کرد.